# Zapotok (gmina Ig)
Zapotok – wieś w Słowenii, w gminie Ig. W 2018 roku liczyła 352 mieszkańców.